# Agrartechnik (Zeitschrift)
agrartechnik war eine wissenschaftliche Fachzeitschrift für Agrarwissenschaften, die von 1951 bis 1972 als Deutsche Agrartechnik (ISSN 0011-9784) und danach bis 1990 unter dem Namen agrartechnik von der Kammer der Technik herausgegeben wurde.
6000 ausgewählte Artikel wurden bei der Universität Hohenheim digitalisiert. Die agrartechnik ist vergleichbar zu der Zeitschrift Grundlagen der Landtechnik (ISSN 0017-4920) in der BRD.